# Johan III de Verschrikkelijke

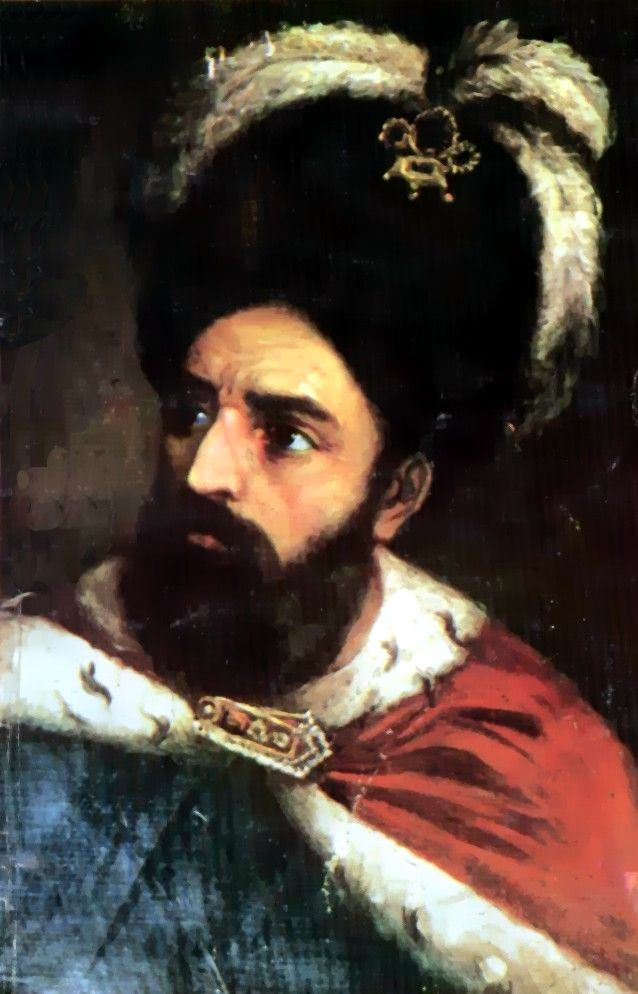
Johan III de Verschrikkelijke (1572-1574)

Johan III de Verschrikkelijke (Roemeens: Ioan cel Cumplit), ook Johan III de Dappere (Roemeens: Ioan cel Viteaz) of Johan III de Armeniër (Roemeens: Ioan Armeanul) (1521-1574) was Voivode van Moldavië van februari 1572 tot juni 1574.
Hij was de kleinzoon van Stefanus III van Moldavië en de zoon van Bogdan III en zijn Armeense minnares Serpega. Er werd gezegd dat hij een deel van zijn leven spendeerde als verkoper in Constantinopel, waar hij van dichtbij de Ottomanen en hun zwakheden had bestudeerd.
Johan was een van de laatste middeleeuwse Roemeense leiders die tegen de Turken vocht. Zijn bijnaam "de Verschrikkelijke" kreeg hij vanwege zijn harde behandeling van de Boyars, Moldaavse edelen die in die tijd sterk wogen op de verkiezing van de leiders van het kleine vorstendom. In een poging om zijn heerschappij te versterken en een voorbeeld te stellen voor de ontrouwe edellieden, liet Johan III verschillende Boyars executeren. Het gewone volk apprecieerde zijn harde ingrijpen tegen de corruptie van de edellieden en de Turken. Zijn korte heerschappij werd gekenmerkt door hevige gevechten tegen het Ottomaanse Rijk en hun Krim-Tataarse bondgenoten. Om weerwerk te kunnen bieden tegen de Ottomanen, sloot hij een bondgenootschap met de Oekraïense Kozakken. Hij was overwinnaar van de veldslagen van Jiliște, De slag van Brăila, Tighina en Cetatea Alba. Toen een leger van 150.000 Turken werd gestuurd om hen aan te vallen, gaf hij zich persoonlijk over, op voorwaarde dat zijn soldaten en Kozakse bondgenoten zouden gespaard blijven. De Turken brachten hem ter dood door hem aan vier kamelen vast te binden en de dieren in verschillende richtingen te drijven. Zijn soldaten werden uiteindelijk toch genadeloos afgeslacht.
- Voorafgegaan door: Bogdan Lăpușneanu
- Heerser van Moldavië 1572-1574
- Opgevolgd door: Petru Șchiopul